# Франклин, Джозеф
Джозеф Пол Фра́нклин (англ. Joseph Paul Franklin; 13 апреля 1950, Мобил, Алабама — 20 ноября 2013, Бонн-Терр, Миссури) — американский белый расист и серийный убийца (имя при рождении Джеймс Клейтон Вон мл.). В 1976 году он взял себе новое имя в честь идеолога нацистской Германии Йозефа Пауля Геббельса и американского политического деятеля Бенджамина Франклина.

## Биография
Джеймс Клейтон Вон-младший родился в бедной семье. У него было очень трудное детство — после его рождения мать и отец злоупотребляли алкоголем. Уже в средней школе Джеймс начал интересоваться нацизмом и чуть позже вступил в национал-социалистическую партию Америки, и ещё позже стал кавалером ку-клукс-клана. В 1968 году Джозеф женится, и от этого брака у него рождается дочь.
В результате болезни Франклин частично слепнет на левый глаз, что не мешает ему в дальнейшем заняться прицельной стрельбой, в которой он достигает больших успехов. После его задержания полиция назвала Франклина одним из самых хитрых и неуловимых преступников в истории.
Как позже на допросах будет говорить Франклин, основной его целью были смешанные пары — «противоречащие законам, установленным Богом». Бил он всегда наугад, никогда не имел каких-то связей со своими жертвами, но планировал преступления очень скрупулёзно: часто изменял цвет волос, одежду и транспортные средства. Также у него имелась рация, пеленгующая переговоры полицейских. Позднее Франклин сообщил, что основной его целью была ликвидация президента США Джимми Картера как человека, «предавшего свой народ и расу».
Франклин также намеревался убить Джесси Джексона, чернокожего правозащитника и активиста гражданских прав, но служба безопасности Джексона огородила его буквально каменной стеной, и Франклин переменил свою цель на Вернона Джордана — вашингтонского биржевого магната и будущего политического партнёра Билла Клинтона.
Франклин скрывался от правосудия в течение четырёх лет и был взят полицией, проколовшись на мелочи: медсестра во Флориде, бравшая у Франклина кровь (Джозеф был почётным донором), опознала его по татуировке нацистского орла на руке. Арестован в 1980 году. Процессы по его делам, в течение которых он получил шесть пожизненных сроков и был приговорён к смерти в штате Миссури, длились вплоть до 1997 года. В общей сложности Франклину вменялось в вину двадцать убийств, шесть покушений на убийство, шестнадцать грабежей банков и два взрыва в синагогах. Сам он признался только в восьми убийствах, и то лишь на том условии, что судить его будет «привлекательная белая судья». В 1993 году на одном из судов на вопрос о раскаянии Франклин ответил, что не чувствует раскаяния за то, что сделал, и если бы его не арестовали, то он «продолжал бы свою войну до конца».
В связи с отменой моратория на смертную казнь в штате Миссури был казнен 20 ноября 2013 года.

## Преступная активность
Джозеф Пол Франклин вступил на путь насилия гораздо раньше своего первого общеизвестного убийства. Ещё в 1976 году он забросал коктейлями Молотова синагогу в Чаттануге (штат Теннесси). Через несколько месяцев в том же штате Джозеф напал с мачете на смешанную чёрно-белую пару и ранил афроамериканца. В 1977 году Франклин совершил ограбление банка в Мэдисоне (Висконсин).

### 1976
- 6 сентября 1976 года Франклин следует за смешанной чёрно-белой парой и в одном из переулков распыляет на них слезоточивый газ.

### 1977
- 7 августа 1977 года, Мэдисон. Одетый в костюм ковбоя Франклин, возвращавшийся после ограбления банка в Мэдисоне, на автостоянке возле торгового центра расстреливает из пистолета афроамериканца Альфонса Маннинга и белую женщину, его подругу, Тонни Шенн.
- 8 октября 1977 года, Ричмонд-Хайтс (Миссури). Скрываясь в высокой траве около телеграфного столба, близ автостоянки, он из винтовки Ремингтон калибра .30-06 расстреливает выходящих из синагоги евреев, убив одного (Джеральда Гордона) и ранив двоих (Стивена Гольдмана и Уильяма Аша). На место преступления Джозеф приехал на велосипеде с гитарой за спиной, в которой была спрятана винтовка. На велосипеде же он и скрывается, оставив оружие на месте преступления.

### 1978
- 6 марта 1978, округ Гуиннетт (Джорджия). Двумя выстрелами из винтовки .44 калибра ранен в район таза издатель порножурнала «Хастлер» Ларри Флинт и одним выстрелом ранен его адвокат Джин Ривз. Позже Франклин объяснил это нападение тем, что Флинт в своём журнале активно пропагандировал межрасовые сексуальные отношения.
- 29 июня 1978, Чаттануга (Теннесси). Скрываясь в высокой траве близ придорожной пиццерии Пицца Хат, Джозеф из дробовика 12 калибра убивает афроамериканца Брайанта Татума и тяжело ранит его белую подругу-проститутку Нэнси Хилтон.

### 1979
- 12 июля 1979, Доравилл (Джорджия). Выстрелами из винтовки калибра .30-30 с расстояния 150 ярдов через автомобильное окно был убит чернокожий менеджер корпорации Taco Bell Гарольд Макуайер. Франклин объяснил убийство Макуайера тем, что тот часто встречался с белыми женщинами, но на суде свою вину в этом убийстве не признал.
- 18 августа 1979, Фолс-Черч (Виргиния). Выстрелом из винтовки калибра .30-30 был убит чернокожий охранник ресторана Бургер Кинг.
- 21 октября 1979, Оклахома-сити (Оклахома). Возле автомобильной стоянки с расстояния 100 ярдов из винтовки калибра .30-06 тремя выстрелами был убит афроамериканец Джесси Тейло и одним выстрелом его белая подруга Мэриан Брезетт.
- 5 декабря 1979 года, округ Декалб (Джорджия). Выстрелом в упор из дробовика была убита 15-летняя белая проститутка Мерседес Линн. Франклин объяснил убийство тем, что услугами Линн пользовались многие чернокожие американцы.

### 1980
- 11 января 1980, Индианаполис (Индиана). Выстрелом из винтовки калибра .30-30 убит 19-летний афроамериканец, ждавший своего отца около окошка закусочной «KFC».
- 16 января 1980, Индианаполис. Через стекло, из здания напротив закусочной, с расстояния 150 ярдов выстрелом в грудь из винтовки калибра .30-30 убит афроамериканец, евший хот-дог.
- 2 мая 1980, округ Монро (Висконсин). Застрелена из пистолета путешествующая автостопом молодая еврейка Ребекка Бергстром.
- 29 мая 1980, Форт-Уэйн (Индиана). Выстрелами Франклина был ранен будущий партнёр Билла Клинтона и финансовый магнат Вернон Джордон, гулявший с белой женщиной.
- 8 июня 1980, Бонд Хилл (Цинциннати, Огайо). Франклин случайно убивает Даррелла Лэйна (14 лет) и Донте Эванса Брауна (13 лет). На суде Франклин с сожалениями объяснил, что несколько часов ждал возле перехода одну смешанную пару и по ошибке, уже в темноте принял мальчиков за чёрно-белых супругов.
- 15 июня 1980, Джонстаун (Пенсильвания). Выстрелами Франклина, засевшего в лесополосе близ железной дороги убиты негр Артур Смозерс (22 года) и его белая подруга Кэтлин Микула (16 лет).
- 25 июня 1980, округ Покахонтас (Западная Виргиния). Из пистолета 44 калибра Франклин убивает двух белых девушек — Нэнси Сантомеро (19 лет) и Вику Дериан (26 лет). Позже Франклин объяснил, что убил обеих после того, как подобрал их голосующих на дороге и после короткого разговора выяснил, что у одной из них (у Дериан) чернокожий молодой человек, а вторая не имеет ничего против отношений с неграми.
- 20 августа 1980, Солт-Лейк-Сити (Юта). В городском парке выстрелами из винтовки калибра .30-30 были убиты двое чернокожих спортсменов-бегунов[2].

## Арест
После двух убийств в Юте Франклин во время проезда через Кентукки в сентябре 1980 года был задержан в связи с оружием, которое он вёз в своей машине. После задержания ему удалось сбежать, но в его машине были найдены улики, связывавшие его с убийствами. У него были заметные татуировки, также было известно, что он регулярно был платным донором крови, что позволило оповестить о нём пункты забора крови. В октябре 1980 года сотрудник пункта забора крови опознал его и уведомил ФБР, после чего 28 октября 1980 года Франклин был арестован в городе Лейкленд.
После ареста Франклин не выразил никакого раскаяния, а на суде, посвящённом стрельбе у синагоги в Ричмонд-Хайтсе, Джозеф сокрушался по поводу несправедливости американского закона, который, по его мнению, должен юридически оправдывать убийства евреев. В 1982 году в тюрьме чернокожие заключённые нанесли ему 15 ранений. Однако перед казнью Франклин всё же заявил, что раскаивается в совершённом.

## Казнь
Первоначально предполагалось, что казнь будет осуществлена вскоре после полуночи 20 ноября, однако её пришлось отложить из-за судебных решений. 19 ноября двое федеральных судей отложили казнь, но апелляционный суд по жалобе властей штата отказал в отсрочке исполнения приговора. Казнь отложили ещё 19 заключенным. После этого Франклин обратился в Верховный суд США с просьбой об очередном переносе казни. Защита Джозефа Франклина требовала отложить казнь в связи с намерением властей использовать в составе смертельной инъекции препарат пентобарбитал, который, по некоторым данным, может привести к мучениям умирающего. По мнению адвокатов, это является нарушением Конституции. Решение об использовании пентобарбитала было принято только в октябре в связи с нехваткой ранее использовавшегося компонента смертельной инъекции.
Ларри Флинт высказался также против казни, считая, что лучшее наказание — пожизненное заключение, а не моментальная смерть. Соответствующее заявление Флинт опубликовал 17 октября в своей колонке в издании The Hollywood Reporter.
Верховный суд отклонил просьбу Джозефа Франклина, позволив тем самым исполнить приговор.
Власти штата Миссури казнили серийного убийцу Джозефа Франклина 20 ноября 2013 года, около семи часов утра по местному времени (около пяти часов вечера по московскому времени) в тюрьме города Бонн-Терр.